# روکفن
روکفن (به هلندی: Rucphen) یک شهرستان در هلند است که در برابانت شمالی واقع شده‌است. روکفن ۱۰ متر بالاتر از سطح دریا واقع شده‌است.